# Cenizas y diamantes (telenovela)
Cenizas y diamantes es una telenovela mexicana dirigida por Luis Vélez y producida por Eugenio Cobo para la cadena Televisa. Fue transmitida por El Canal de las Estrellas entre el 4 de junio de 1990 y el 18 de enero de 1991.
Fue protagonizada por Ernesto Laguardia y Lola Merino, con las participaciones antagónicas de Sergio Bustamante, Silvia Mariscal y Alejandra Procuna y con las actuaciones estelares de Elizabeth Ávila, Raúl Magaña, Héctor Ortega, Elizabeth Dupeyrón y Guillermo Murray. La trama de esta telenovela se inspira en el cuento de La cenicienta.

## Argumento
Celeste Ortiz es una joven bella y bondadosa que vive con su familia: su padre, Gabino, su madrastra, Andrea, y las hijas de esta, Cynthia y Bárbara. Gabino quiere a su hija, pero es un hombre de carácter débil y totalmente manipulado por Andrea y sus hijas. Andrea es una mujer ambiciosa que maltrata a su hijastra y ansía que alguna de sus hijas (sobre todo la mayor) se case con alguien rico. En un hogar donde no se siente querida, el único consuelo de Celeste es la compañía de su abuelo, Felipe, y de Sor Fátima, quien se convierte prácticamente en su hada madrina. 
Julián Gallardo es un joven bueno y muy rico que vive con su padre, Dámaso, que es propietario de una empresas de joyas, y su hermano mayor, Néstor. Julián tiene una pésima relación con su padre, mientras que su hermano es su mejor amigo; sin embargo, Néstor fallece repentinamente y su muerte sume a Julián en una profunda depresión y un sentimiento de culpa del que le será difícil deshacerse.
Cuando Celeste y Julián se conocen y surge el amor entre ambos, parece que hay esperanzas de felicidad para la pareja, pero Dámaso se interpondrá entre ellos y competirá por el amor de Celeste con su propio hijo. Además, Andrea se aliará con Dámaso para destruir a Celeste.

## Elenco
- Ernesto Laguardia - Julián Gallardo Jiménez
- Lola Merino - Celeste Ortiz Fernández
- Sergio Bustamante† - Dámaso Gallardo
- Silvia Mariscal - Andrea Larrea de Ortiz
- Héctor Ortega† - Gabino Ortiz
- Guillermo Murray - Felipe Ortiz
- Marta Aura - Amparo del Bosque
- Irlanda Mora† - Emma
- Elizabeth Dupeyrón - Sor Fátima
- Alejandra Procuna - Cynthia Ortiz Larrea
- Elizabeth Ávila - Bárbara Ortiz Larrea
- Germán Bernal - Pepe
- Raúl Magaña - Freddy
- Sergio Sánchez - Manuel
- Juan Antonio Aspe - Néstor Gallardo
- Evelyn Solares - Madre Superiora
- Eugenio Cobo - Tomás
- Ricardo de Pascual Jr. - Néstor Jr.
- Graciela Bernardos† - Escalante
- Joana Brito - Arévalo
- Maru Dueñas† - Cuquin
- Xavier Ximénez
- Julio Barquin
- Fernando Colunga
- Gustavo Aguilar "Manotas"
- Genoveva Pérez† - Antonia
- Joaquín Garrido - Garnica
- Luis Tenorio Vega - Abogado
- Georgina Pedret - Rita
- Humberto Yáñez - Abulón
- Gustavo Cuevas -  Tractor
- Jorge Alberto Bolaños - Benjamín
- Luz Adriana - Refugio

## Equipo de producción
- Historia original: Paulino Sabugal
- Adaptación: Josefina Palos y Romo
- Tema: Mazurka
- Autor: Aram Jachaturián
- Escenografía: Juan Rodríguez
- Ambientación: Rafael Brizuela
- Editor: Adrián Frutos Maza
- Dirección de cámaras: Manuel Ruiz Esparza
- Dirección de escena: Luis Vélez
- Productora asociada: Rossana Ruiz
- Productor: Eugenio Cobo

## Premios y nominaciones

### Premios TVyNovelas 1991
| Categoría                 | Nominado(a)            | Resultado |
| ------------------------- | ---------------------- | --------- |
| Mejor villano             | Sergio Bustamante      | Nominado  |
| Mejor actriz joven        | Lola Merino            | Nominada  |
| Mejor actor joven         | Ernesto Laguardia      | Nominado  |
| Mejor revelación femenina | Alejandra Procuna      | Nominada  |
| Mejor actuación infantil  | Ricardo de Pascual Jr. | Nominado  |